# Élisabeth de Fontenay

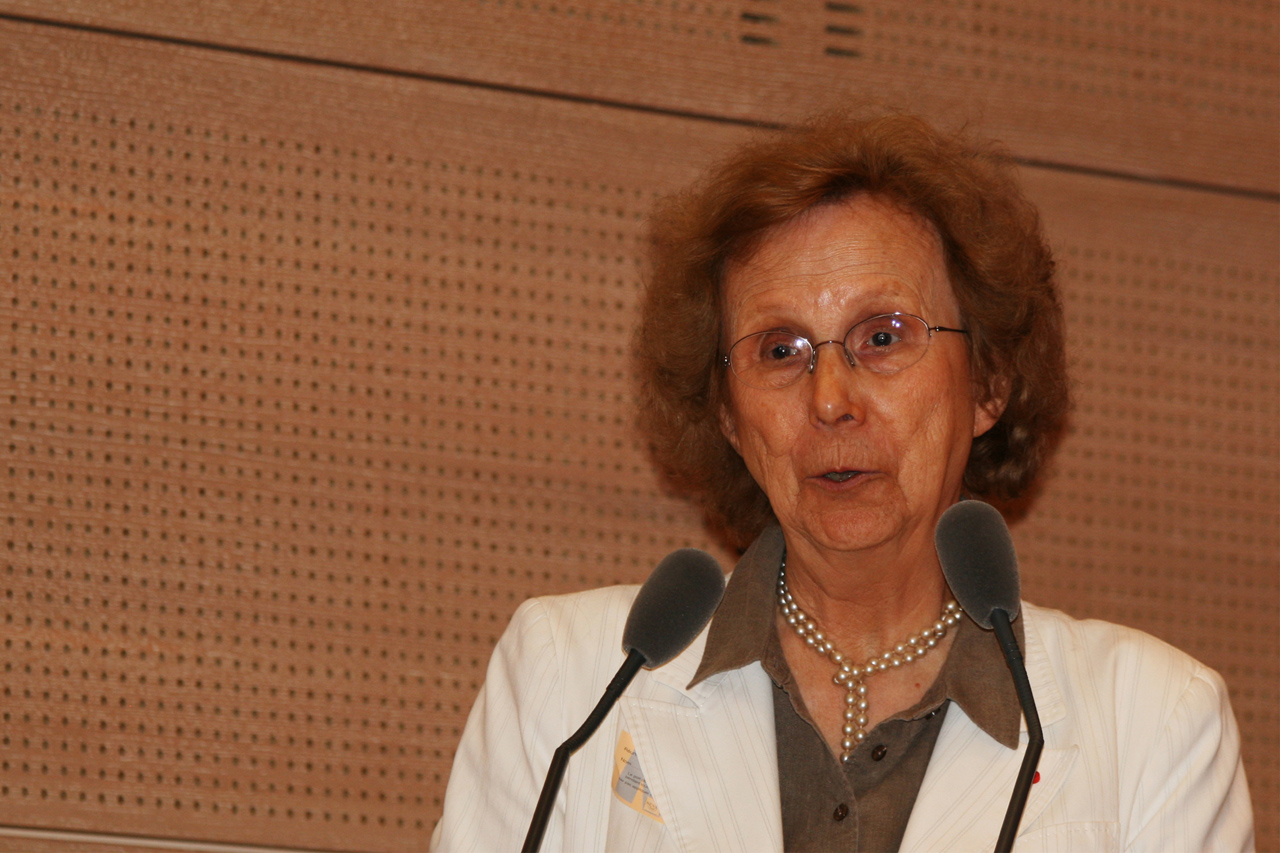
Élisabeth de Fontenay

Élisabeth de Fontenay (* 1934) ist eine französische Philosophin. Sie ist emeritierte Dozentin (Maître de conférences) für Philosophie an der Université Paris 1 Panthéon-Sorbonne.
Mit Diderot, ou, Le matérialisme enchanté (Diderot oder der verzauberte Materialismus) brachte Fontenay 1981 eine Diskussion um die Ausstellungspraxis in Gang, die z. B. dazu geführt hatte, dass das Skelett von Sarah Baartman im Musée de l’homme ausgestellt war. Mit Le silence des bêtes (Das Schweigen der Tiere), Paris 1999, hat sie eine Untersuchung über das Verhältnis der Philosophie zum Tier vorgelegt, auf die 2001 Des hommes et des bêtes (Menschen und Tiere) – zusammen mit Alain Finkielkraut – und Quand un animal te regarde (Wenn ein Tier dich ansieht) – zusammen mit Aurore Collias – folgten. Übersetzungen ihrer Werke ins Deutsche gibt es bisher nicht.

## Auszeichnungen
- 2018: Prix Femina Essai für Gaspard de la nuit

## Werke (Auswahl)
- Les Figures juives de Marx — Marx dans l’idéologie allemande. (= La Philosophie en effet). Éditions Galilée, Paris 1973, ISBN 2-7186-0006-3.
- Diderot ou le Matérialisme enchanté. Éditions Grasset & Fasquelle, Paris 1981, ISBN 2-246-23051-9. (Nachdruck: (= Le Livre de poche). Librairie Générale Française, Paris 1984, ISBN 2-253-03406-1 ; Grasset, Paris 2001, ISBN 2-246-23052-7)
- Avec Jacques Proust: Interpréter Diderot aujourd’hui. Centre culturel international de Cerisy-la-Salle, Colloque 11-21 juillet 1983. Le Sycomore, Paris 1984, ISBN 2-86262-231-1.
- La raison du plus fort. Vorwort. In: Trois traités pour les animaux. de Plutarque de Jacques Amyot. POL, Paris 1992, ISBN 2-86744-197-8.
- Le Silence des bêtes, la philosophie à l’épreuve de l’animalité. Fayard (maison d’édition), Paris 1998, ISBN 2-213-60045-7.
- mit Alain Finkielkraut: Des hommes et des bêtes. (= Répliques). S. Kaplun, Éditions du Tricorne,  Genève 2000, ISBN 2-8293-0219-2.
- Les bêtes dans la philosophie et la littérature. In: Denis Müller, Hugues Poltier: La dignité de l’animal — Quel statut pour les animaux à l’heure des technosciences ? (= Le champ éthique. numéro 36). Labor et Fides, Genève 2000, ISBN 2-8309-0995-X, S. 37–68.
- Les mille et une fêtes. Pourquoi tant de religions ? Petite conférence sur les religions. (= Les petites conférences). Bayard, Paris 2005, ISBN 2-227-47527-7.
- Quand un animal te regarde. (= Chouette ! penser). Giboulées-Gallimard jeunesse, Paris 2006, ISBN 2-07-057182-3.
- Une tout autre histoire — Questions à Jean-François Lyotard. (= Histoire de la pensée). Fayard, Paris 2006, ISBN 2-213-60610-2. (En appendice : « L’Europe, les juifs et le livre » / par Jean-François Lyotard, article paru dans  Libération (journal)  le 15 mai 1990)
- Sans offenser le genre humain — Réflexions sur la cause animale. (= Bibliothèque Albin Michel des idées). Albin Michel, Paris 2008, ISBN 978-2-226-17912-8.
- mit Marie-Claire Pasquier: Traduire le parler des bêtes. (= Carnets de l’Herne). L’Herne, Paris 2008, ISBN 978-2-85197-696-3. (Texte de deux conférences données lors des Assises de la traduction littéraire en Arles, 2006)
- mit Antoine Mercier, Alain Badiou, Miguel Benasayag, Rémi Brague, Dany-Robert Dufour, Alain Finkielkraut u. a.: L’abstraction du monde. In: Regards sur la crise — Réflexions pour comprendre la crise… et en sortir.  Hermann, Paris 2010, ISBN 978-2-7056-6944-7.
- mit Stéphane Bou: Actes de naissance. le Seuil, Paris 2011, ISBN 978-2-02-103952-8.